# Schwedische Badmintonmeisterschaft 1944
Die Schwedische Badmintonmeisterschaft 1944 fand in Malmö statt. Es war die achte Austragung der nationalen Titelkämpfe im Badminton in Schweden.

## Titelträger
| Disziplin    | Sieger                                |
| ------------ | ------------------------------------- |
| Herreneinzel | Hasse Petersson BK-33 Malmö           |
| Dameneinzel  | Amy Pettersson MAI                    |
| Herrendoppel | Helge Paulsson Bengt Polling Malmö BK |
| Damendoppel  | Thyra Hedvall Märtha Sköld SBK        |
| Mixed        | Knut Malmgren Elsy Killick MAI        |